# Myrthe Van Der Borght
Myrthe Van Der Borght (Halle, 13 maart 2001) is een Belgische atlete, die gespecialiseerd is in het kogelstoten en het discuswerpen. Zij veroverde één Belgische titel.

## Biografie
In 2018 nam Van Der Borght deel aan de Europese kampioenschappen U18 te Győr. Ze behaalde een zesde plaats in het kogelstoten. Ze kon zich dat jaar op het kogelstoten plaatsen voor de Olympische Jeugdzomerspelen te Buenos Aires.  Ze werd veertiende.
In 2020 werd Van Der Borght voor het eerst Belgisch kampioene in het kogelstoten.
Clubs
Van Der Borght is aangesloten bij Vlierzele Sportief.

## Belgische kampioenschappen
Outdoor
| Onderdeel   | Jaar |
| ----------- | ---- |
| kogelstoten | 2020 |

## Persoonlijke records
Outdoor
| Onderdeel    | Prestatie | Datum           | Plaats       |
| ------------ | --------- | --------------- | ------------ |
| discuswerpen | 43,66 m   | 2 juni 2018     | Oordegem     |
| kogelstoten  | 14,39 m   | 8 augustus 2020 | Sint-Niklaas |

Indoor
| Onderdeel   | Prestatie | Datum            | Plaats |
| ----------- | --------- | ---------------- | ------ |
| kogelstoten | 13,84 m   | 28 december 2019 | Gent   |

## Palmares

### kogelstoten
- 2017: 6é EYOF in Győr – 15,11 m
- 2018: 6e EK U18 in Győr – 16,19 m
- 2018: 14e Olympische Jeugdpelen in Buenos Aires – 13,35 m
- 2020:  BK AC – 14,28 m